# Атанас Иванов
Вижте пояснителната страница за други личности с името Атанас Иванов.
Атанас Иванов Димов е български просветен деятел и революционер, деец на Вътрешната македоно-одринска революционна организация.

## Биография
Атанас Иванов е роден през 1874 година в Прилеп, тогава в Османската империя. Негова майка е Стойна Бавчанка, главна организаторка на ВМОРО в Прилепско, използвана от Димитър Талев за събирателния образ на българската жена в романа му „Железният светилник“. Баща му Иван Димов е държал кръчма в Прилеп. Брат и сестра на Атанас Иванов са и революционерите-учители Кочо Иванов и Мария Иванова.
Иванов учителства по прилепските села Небрегово, Бучин, Дуйне, Варош, а след това в Прилеп и Ресен. Включва се във ВМОРО и става секретар на първия революционен комитет в Прилеп заедно с Йордан Попкостадинов, Петър Свещаров, Никола Каранджулов и Благой Калеичев от Воден, по-късно заменен с Тодор Попантов. По време на Винишката афера от 1897 година заминава за България, а през есента на 1898 година се завръща в Прилеп. Иванов поддържа контактите на комитета с четите в околията. Организира терористични групи, като няколко пъти е арестуван и прекарва една година от януари до декември 1902 в Битолския затвор. През 1902 година е в четата на Петър Ацев, а от пролетта на 1903 година е секретар на четата на войводата Христо Оклев – Попето.
След Илинденско-Преображенското въстание, през 1904 година се прехвърля заедно с брат си Кочо в България и участва в дейността на Прилепското братство. Работи в Дирекцията на статистиката.
През 1912 г. участва и в Балканската война като фелдшер. След войната продължава да следи революционната дейност в Македония, но без да участва активно в нея и до смъртта си води скромен живот като дребен търговец в София. Има един син.